# Derewlany
Derewlany (ukr. Деревляни) – wieś na Ukrainie w rejonie lwowskim (wcześniej w rejonie kamioneckim) należącym do obwodu lwowskiego.
W II Rzeczypospolitej wieś powiecie kamioneckim województwa tarnopolskiego. W 1944 nacjonaliści ukraińscy z OUN-UPA zamordowali tutaj 14 Polaków.

## Położenie
Na podstawie Słownika geograficznego Królestwa Polskiego i innych krajów słowiańskich: Derewlany to wieś w powiecie kamioneckim, nad Bugiem 9 km na północny zachód od Kamionki Strumiłowej.

## Dwór
- dwór wybudowany w kształcie zameczku w XIX w. zniszczony w latach 1914-1918[3]

## Ludzie
- Rozalia hr. Zamoyska – właścicielka dóbr Derewlany[4], żona hr. Adama Zamoyskiego[5]